# Бременська радянська республіка
Бременська радянська республіка — невизнана недовговічна держава, яка існувала протягом 25 днів у 1919 році. Складалася зі землі Бремен, Німеччина. Республіка була проголошена під час Листопадової революції (після поразки Німецької імперії у Першій світовій війні).

## Історія

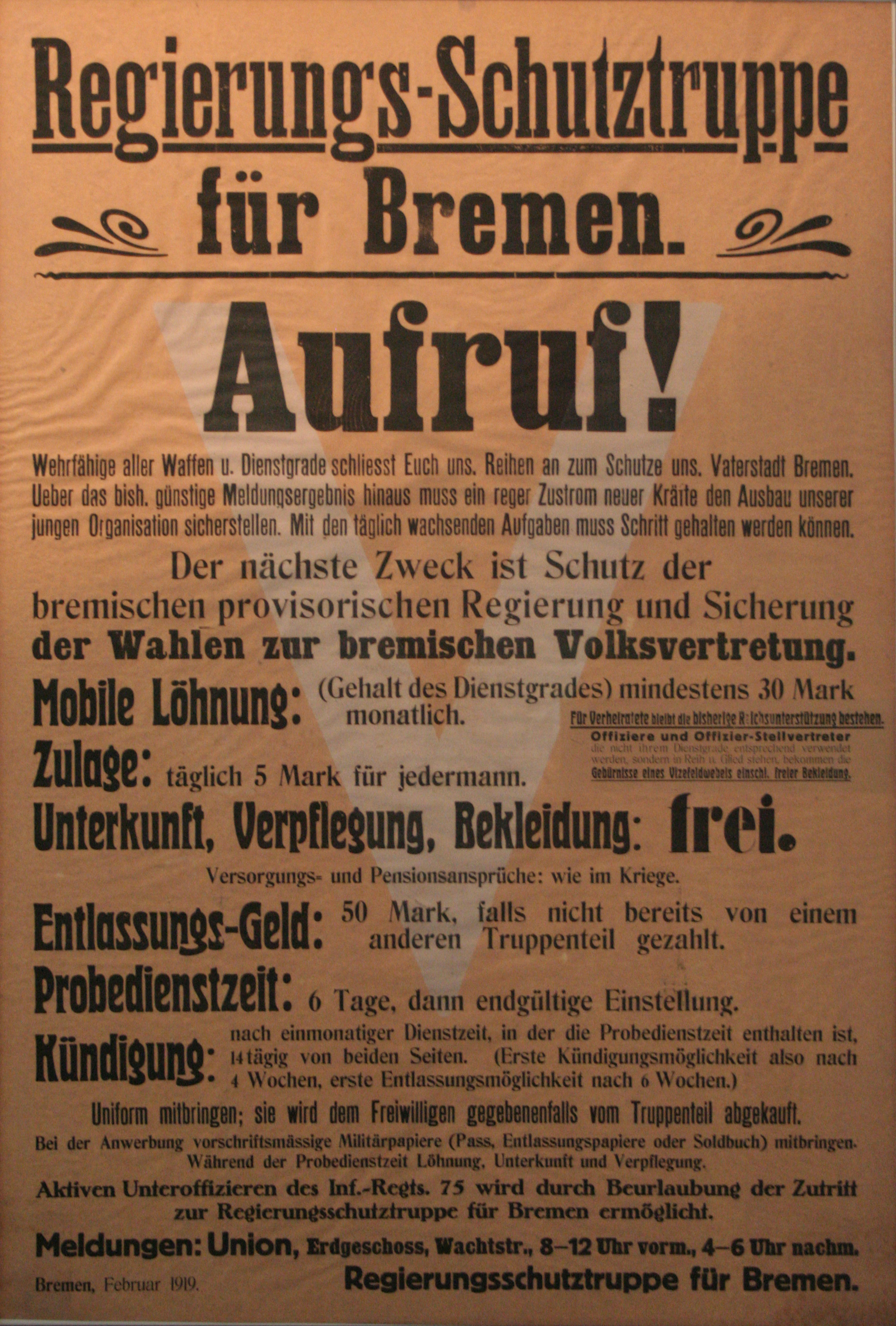
Плакат, який закликає вступати до лав бременської міліції.

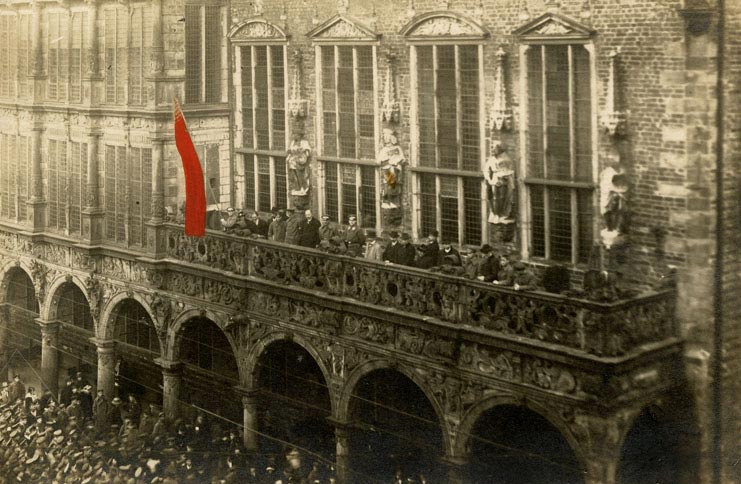
Проголошення Робітничої ради у міській ратуші, 15 листопада.

### Передумови
Після зречення кайзера 9 листопада 1918 року, Німеччина увійшла в період нестабільності. Уряд країни, який очолювала Соціал-демократична партія Німеччини, та Союз Спартака оголосили про створення Німецької республіки (при цьому останній оголосив про «Вільну соціалістичну республіку»). Це призвело до громадянської війни та Листопадової революції 1918-19 рр. із двома протиборчими сторонами, які боролися за владу.
До створення радянської держави радикальні робітничі рухи вже користувалися значною підтримкою у Бремені (через високий рівень зайнятості у важкій промисловості) при обраній до влади у місті СДПН (риса, яка спостерігається й до сьогодні). В результаті, з початком громадянської війни, Бремен сильно симпатизував лівому Союзу Спартака. Повстання у Бремені почалося безпосередньо перед зреченням кайзера (6 листопада 1918) зі створенням та обранням робітничої ради. Ця рада засідала в мерії Бремена й керувала справами невеликої держави незалежно від новоствореної, очолюваної СДПН, Веймарської республіки у Берліні.

### Проголошення

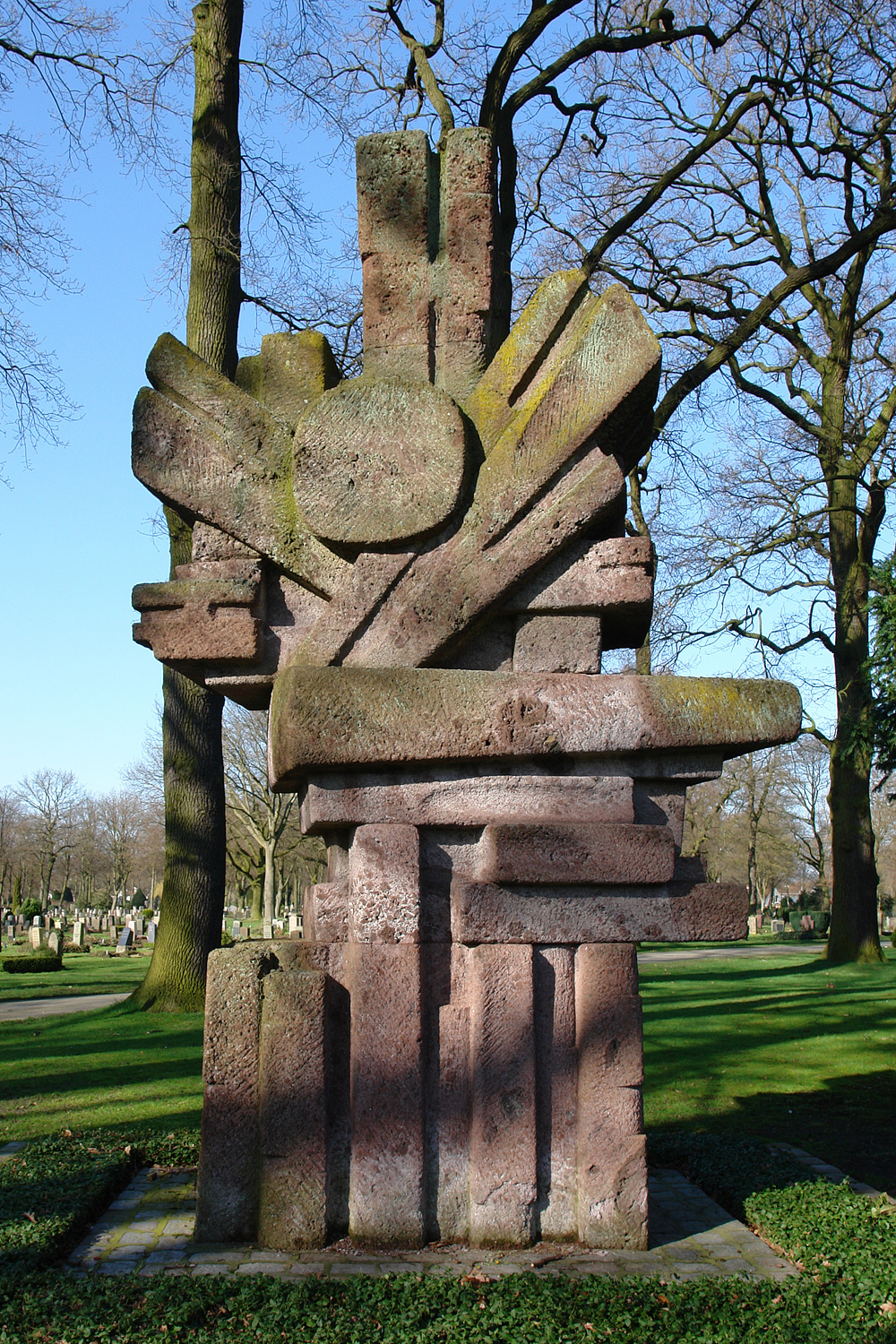
Меморіал загиблим при обороні Бременської республіки.

10 січня робітнича рада проголосила республіку шляхом створення Ради народних представників у місті. Викладачі, перш за все Йоганн Кніф, склали основну частину керівництва, які сповідували підтримку багатьом ленінським теоріям. Рада народних представників замінила робітничу раду і також була розміщена у ратуші. Після її створення прийняла багато нового законодавства, зокрема закон про рівну оплату праці. Довгострокова мета, хоч і не була реалізована, полягала також у націоналізації економіки Бремену шляхом встановлення диктатури пролетаріату.

### Розгром
На початку 1919 року Веймарська республіка мала достатньо сильні позиції у громадянській війні, щоб кинути виклик державі. У результаті Фрідріх Еберт відправив підрозділи Фрайкор до Бремену, щоб успішно знищити республіку. На відміну від Баварської радянської республіки, придушення робітничої ради у Бремені коштувало 80 життів (включаючи страчених лідерів). Радянська республіка швидко впала через географічне положення держави (вона була оточена територією, контрольованою Веймарським урядом, тому не могла отримати підтримку з боку Союзу Спартака). Бремен захопили 4 лютого, Бремергафен протримався до 8-9 лютого.

## Уряд
Рада народних представників грала роль законодавчого органу і складалася з дев'ятьох членів (три члени Комуністичної партії, три члени НСДПН, троє безпартійних солдатів). Йоганн Кніф, член незалежних соціал-демократів, грав значну роль у республіці, займаючи роль народного комісара. Рада була сформована з робітничої ради, створеної в листопаді 1918 року з аналогічним складом.